# Stevie Wright

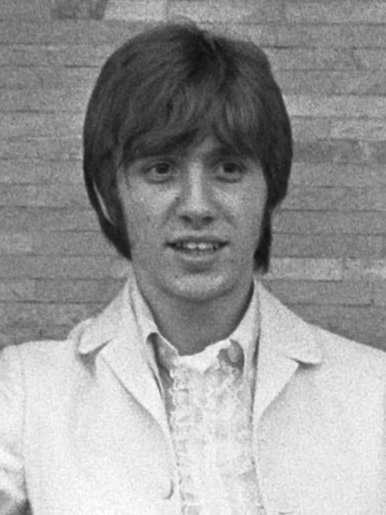
Stevie Wright (1968)

Steven „Stevie“ Wright (* 20. Dezember 1947 in Leeds, England; † 27. Dezember 2015 in Moruya, New South Wales) war ein Rocksänger, der als Frontmann der australischen Band The Easybeats bekannt wurde.

## Biografie
Als Steven Wright neun Jahre alt war, zog seine Familie von England nach Australien. Sie lebten zunächst in Melbourne, danach in Sydney. Bereits sehr jung wurde Wright als Sänger bei lokalen Bands aktiv, zuerst bei den Outlaws, dann bei Chris Langdon & the Langdells.
1964 gründete Stevie Wright mit Hendrickus Vandenberg (später bekannt als Harry Vanda), Dingeman Vandersluys (Dick Diamonde), George Young und Snowy Fleet die Band The Easybeats. Bald war diese die führende Pop-Band in Australien, die 1965 und 1966 eine ganze Reihe Hits hatte, überwiegend von Wright und Young geschrieben.
Zu Beginn dieses kometenhaften Aufstiegs war Wright noch nicht einmal 16 Jahre alt. Die Presse gab ihm den Spitznamen Little Stevie Wright. Neben seinem Talent als Songschreiber war er bekannt für seine energiegeladenen Bühnenauftritte.
Im September 1966 ging die Gruppe nach England und landete mit Friday on My Mind ihren größten Hit, geschrieben von Vanda und Young, die von nun an die meisten Songs lieferten. Trotz des großen Erfolgs lösten sich die Easybeats Ende 1969 auf.
Stevie Wright versuchte danach erfolglos eine Solokarriere. Er sang bei verschiedenen Bands und musste sich mit diversen Jobs über Wasser halten. 1972 hatte er ein Comeback mit einer Rolle im Musical Jesus Christ Superstar, die er zwei Jahre lang spielte.
In dieser Zeit wurde er heroinabhängig. Seine früheren Bandkollegen Vanda und Young, mittlerweile als Produzententeam erfolgreich, nahmen Wright unter Vertrag und produzierten mit ihm 1974 die Alben Hard Road und Black Eyed Bruiser. Die Single Evie (Part I, II and III) wurde ein Hit, den später auch Suzi Quatro aufnahm.
Die neue Karriere hielt nur kurz an, und ab 1976 verschwand Wright wieder aus dem Rampenlicht. Er verfiel zusehends Alkohol und anderen Drogen. Schließlich unterzog er sich einer Tiefschlaftherapie in Kombination mit Elektroschocks. Das Ergebnis war verheerend: Die Drogenabhängigkeit blieb bestehen, jedoch verlor Wright seine künstlerische Kreativität.
1979 gab es ein erneutes Comeback Wrights mit einem Live-Konzert vor der Oper in Sydney, festgehalten auf dem Doppelalbum Concert Of The Decade (erschienen 1980). 1982 sang Wright bei der Band Flash & the Pan. Nach einem erfolglosen Soloversuch gewannen 1983 die Drogen wieder die Oberhand. 1984 wurde Wright wegen Einbruchs und Heroinbesitzes verurteilt.
1986 gab es eine kurze Wiedervereinigung der Easybeats. 1991 nahm Wright mit seiner Band das Album Striking It Rich auf, mit dem er sein 25-jähriges Bühnenjubiläum feierte (wenn auch ein wenig verspätet). Während der 1990er Jahre versank er erneut im Sumpf aus Drogen und Depression.
Ab 2002 ging Stevie Wright wieder auf Tournee.